# Agamede (filha de Macária)

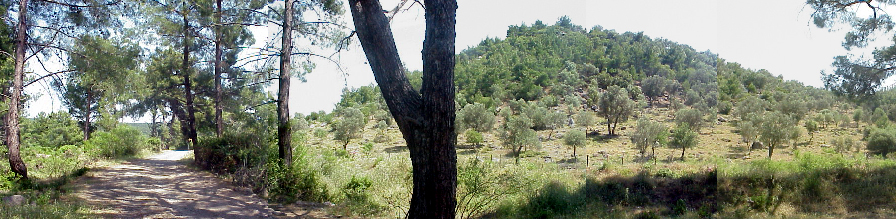
A colina de Vounaros, onde teria sido Agemede

Agamede foi filha de Macaria, de onde Agamede, um lugar em Lesbos, pode ter derivado seu nome. A cidade já tinha desaparecido nos dias de Plínio, o Velho. A Antiga Agamede foi recentemente identificada com as ruínas de uma pequena colina chamada “Vounaros” a 3 quilômetros a norte da antiga Pirra.